# San Lorenzo Maggiore
San Lorenzo Maggiore är en ort och kommun i provinsen Benevento i regionen Kampanien i Italien. Kommunen hade 2 123 invånare (2017).